# Faureia
Faureia is een geslacht van rechtvleugeligen uit de familie veldsprinkhanen (Acrididae). De wetenschappelijke naam van dit geslacht is voor het eerst geldig gepubliceerd in 1921 door Uvarov.

## Soorten
Het geslacht Faureia omvat de volgende soorten:
- Faureia milanjica Karsch, 1896
- Faureia roseoviridis Uvarov, 1953
- Faureia vittigera Karsch, 1893